# Cortes de Tortosa (1429)
Las Cortes generales catalanas de Tortosa de 1429 fueron convocadas por la Alfonso el Magnánimo y se celebraron entre el 1429 y 1430. 
En 1429, el rey Alfonso entró en guerra con la Corona de Castilla para la defensa de los derechos de sus hermanos los Infantes de Aragón: el rey Juan II de Navarra y el duque Enrique de Alburquerque. Las Cortes, reacios a atender la petición de apoyo económico del rey, propusieron atender las propuestas del rey Juan II de Castilla que quería una solución negociada. El interés por continuar con la campaña italiana y esta falta de apoyo de las Cortes forzarían, más tarde, a Alfonso a aceptar una paz, el tratado de Majano, firmada el 16 de julio en 1430.
Tal como hicieron con su antecesor, el rey Fernando, en las Cortes de Barcelona de 1413, los señores presionaron sobre los remensas y sus reivindicaciones declarando que "los campesinos tenían que seguir viviendo como lo habían hecho siempre y que no tenían derecho a proclamar su libertad" y la Iglesia creía que los campesinos tenían que seguir pagando los mismos derechos que pagaban antes de la "injusta demanda de libertad".
| Predecesor: Cortes de Barcelona de 1421 | Cortes Catalanas 1429 | Sucesor: Cortes de Barcelona de 1431 |